# Pokémon Omega Ruby и Alpha Sapphire
Pokémon Omega Ruby и Alpha Sapphire (яп. ポケットモンスター オメガルビー&アルファサファイア покэтто монсута: омега руби: аруфа сафайа) — версии японской ролевой игры, разработанная студией Game Freak для портативной игровой системы Nintendo 3DS. Это ремейки игр 2002 года для Game Boy Advance Pokémon Ruby и Sapphire. Анонс игры произошёл 7 мая 2014 года. Выход игры состоялся 21 ноября 2014 года в Японии, Северной Америке и Австралии и 28 ноября того же года в Европе.

## Сюжет
До выхода игры, Nintendo прокомментировала игру так:

Новая игра подарит игрокам драматическую историю в захватывающем новом мире.
Оригинальный текст (англ.)
The new titles promise to take players through a dramatic story within a spectacular new world.

Под «новым» миром подразумевается видоизменённый регион Хоэнн.

### Сеттинг
Вымышленная вселенная представляет собой альтернативную современность, но вместо животных в этом мире обитают существа, внешне похожие на обычных зверей и обладающие при этом сверхъестественными способностями, — покемоны. Люди, называющиеся тренерами покемонов, ловят их и тренируют для участия в боях, которые в определённой степени напоминают спортивные состязания. В боях сражаются лишь покемоны соперников — их тренеры лишь дают им команды, какую атаку или способность применить. Бои проходят до момента, пока один из соперников не падает без сознания или не сдаётся. Люди и покемоны живут в мире, могут дружить между собой и жить вместе, добиваться совместных успехов и сражаться за добро. События игр Pokémon Omega Ruby и Alpha Sapphire разворачиваются в Хоэнне, вымышленном регионе, внешне схожем с островом Кюсю в Японии. Регион включает девять больших городов и шесть маленьких деревень с разными географическими условиями, соединённых между собой дорогами-«маршрутами» (англ. Routes). Как и в предыдущих играх серии, некоторые из них становятся доступными только после выполнения игроком определённых условий.

### История
Как и в других играх серии Pokémon, повествование Omega Ruby и Alpha Sapphire строго линейно; основные события разворачиваются в заранее заданном разработчиками порядке. Главный герой Omega Ruby и Alpha Sapphire — ребёнок, который недавно переехал в городок Литтлрут. В начале игры он получает у профессора Бёрча (англ. Professor Birch) одного из стартовых покемонов: Трико (англ. Treecko), Торчика (англ. Torchiс) или Мадкипа (англ. Mudkip). У профессора есть ребёнок, который тоже оказывается тренером покемонов, поэтому он становится соперником главного героя и время от времени будет устраивать с ним поединки. Две основные цели игры — победить Элитную четвёрку, чтобы стать новым чемпионом, и заполнить весь Покедекс (англ. Pokédex) — компьютер-энциклопедию о покемонах, поймав, развив или выменяв всех 719 покемонов.
В дополнение к победе над всеми Лидерами стадионов игрок может выполнять различные квесты и поручения неигровых персонажей либо поймать какого-нибудь легендарного покемона. Самый яркий дополнительный сюжет повествует о Команде Аква и Команде Магма, которые хотят с помощью покемонов изменить климат региона. В Omega Ruby злодеями выступает Команда Магма, желающая с помощью легендарного покемона Гроудона осушить море, чтобы дать человечеству больше места для развития; в Alpha Sapphire злодеи — Команда Аква, стремящаяся вернуть климат планеты в изначальное состояние во имя покемонов с помощью легендарного покемона-кита Кайогра, который является антиподом Гроудона.
Незадолго до встречи с первым Лидером герой впервые встречается с Командой Аква/Магма (зависит от версии игры) в лесу Петалбурга, когда он или она спасает от них работника компании «Девон» (компания, производящая покеболы в регионе Хоэнн) и его товар. По прибытии в город Фалларбор-Таун (после победы на третьем стадионе) протагонист обнаруживает, что профессор Козмо, астроном, был ограблен Аквой/Магмой. Главный герой следит за ними до пещеры Метеоритных водопадов, но не успевает помешать врагам — Команда Аква/Магма уходит из пещеры вместе с метеоритом. Протагонист преследует их и дальше, до вулкана Чимни, когда те готовятся использовать сверхъестественные свойства метеорита, чтобы превратить его в камень, позволяющий пробудить легендарного Покемона (Гроудона в Omega Ruby, Кайогра в Alpha Sapphire). Герой обезвреживает главаря Команды с помощью своих покемонов, и оставляет метеорит себе. Одержав победу на пятом стадионе, главный герой освобождает от администратора Команды Магма/Аква (Куртни в Omega Ruby, Мэтт в Alpha Sapphire) покемона Латиоса (в Omega Ruby) или Латиаса (в Alpha Sapphire), а затем становится свидетелем того, как другой администратор (Табита в Omega Ruby, Шелли в Alpha Sapphire) захватил институт погоды, чтобы больше узнать о Гроудоне/Кайогре. После победы протагониста на шестом стадионе Аква/Магма крадёт шар, способный пробудить Гроудона/Кайогра и вернуть ему его силу благодаря процессу, известному как «Изначальная реверсия». Затем Команда в Слейтпорт-Сити захватывает подводную лодку, и протагонист не успевает помешать им использовать её. Затем Аква/Магма плывёт на ней к пещере Ложе океана, где спит Кайогр или Гроудон, и с помощью шара будит его. Пробуждённый покемон создаёт в небе огромный огненный шар (в Omega Ruby) или огромную тучу (в Alpha Sapphire), из-за которых в регионе начинаются соответственно засуха или сильные ливни, и уходит в Пещеру Начала, где он сможет довести до конца свою Изначальную реверсию. Когда главный герой побеждает (или ловит) покемона, погода в регионе вновь становится нормальной, хотя климат несколько изменяется, благодаря чему в Хоэнн возвращаются покемоны, ушедшие из региона несколько веков тому назад.

### Эпизод Дельта
После первой победы над Лигой, главный герой встречает таинственную девушку по имени Зинния, которая ворует у всех камни, способные спровоцировать Мега-эволюцию, а позже узнаёт от президента компании «Девон» о том, что на планету стремительно летит астероид. Компания «Девон» и космический институт города Мосдипа хотят запустить в космос ракету со специальным аппаратом Link Cable, который сможет телепортировать астероид в другую точку вселенной, и помощь главного героя нужна им чтобы наладить источник энергии для этого аппарата, но им вскоре начинают мешать отчаявшийся администратор Куртни (в Omega Ruby)  или Мэтт (в Alpha Sapphire) который приветствует конец Света, а также Зинния, у которой есть другой, более действенный план.

## Разработка игры
Слухи относительно ремейков Ruby и Sapphire появились ещё во время Black 2 и White 2, особенно после обнаружения некоторых отсылок к старым играм и региону Хоэнн в предыдущей игре серии, Pokémon X and Y. Фраза «Хоэнн подтверждён» (англ. Hoenn Confirmed) стала своего рода интернет-мемом, сопровождающим домыслы.
Nintendo официально анонсировала ремейки 7 мая 2014 года в своём пресс-релизе, сказав что Omega Ruby и Alpha Sapphire поступят в продажу Японии и Северной Америке 21 ноября 2014 года, а в Европе 28 ноября 2014 года. Подобно X и Y, каждый экземпляр игры будет включать все официальные локализации, в отличие от предыдущих поколений, когда каждая копия игры работала только на одном языке. Согласно анонсу, не было изначально ясно, будут ли Omega Ruby и Alpha Sapphire ремейками Ruby и Sapphire или же полностью новыми играми. Во время финансового доклада, который пришёлся на следующий день после анонса, президент Nintendo Сатору Ивата подтвердил, что игры будут полными ремейками оригинальных игр 2002 года, хотя изменения все же будут.
Во время проходившей 10 июня 2014 года трансляции видео Nintendo с Electronic Entertainment Expo 2014 был оказан новый трейлер Omega Ruby и Alpha Sapphire, включавший кадры геймплея и новый дизайн главных героев, впоследствии перепечатанный в CoroCoro Comic, а также новые мега-эволюции покемонов Септайл и Свамперт. Очередной пресс-релиз Nintendo намекнул, что новые мега-камни (внутриигровой предмет, необходимый для создания мега-эволюции покемона) могут быть найдены только в Omega Ruby и Alpha Sapphire. В пресс-релизе и на официальном сайте игр появилась информация о том, что новые формы Гроудона и Кайогра, изображённые на обложках игр являются их древними (ゲンシ) формами, доступными только через метод «Изначальной реверсии» (ゲンシカイキ), который в сюжете игры может быть связан с мега-эволюциями.

## Отзывы
| Сводный рейтинг | Сводный рейтинг                               |
| Агрегатор       | Оценка                                        |
| --------------- | --------------------------------------------- |
| GameRankings    | 83,67 % (Omega Ruby) 82,73 % (Alpha Sapphire) |